# Турманн, Карл
Карл Турманн (нем. Karl Thurmann; 4 сентября 1909, Мюльхайм-ан-дер-Рур, Рур — 20 января 1943, Северная Атлантика) — немецкий офицер-подводник, капитан 3-го ранга (1 августа 1942 года).

## Биография
11 октября 1928 года поступил на флот кадетом. 1 октября 1932 года произведен в лейтенанты. Служил на легких крейсерах «Эмден» и «Кёльн», а также в береговой артиллерии.

## Вторая мировая война
В апреле 1940 года переведен в подводный флот. 23 декабря 1940 года назначен командиром подлодки U-553 (Тип VII-C), на которой совершил 10 походов (проведя в море в общей сложности 339 суток), в основном в Северную Атлантику, в Карибское море и к восточному побережью США.
24 августа 1942 года награждён Рыцарским крестом Железного креста.
16 января 1943 года вышел в свой последний поход из Ла-Паллиса (Франция). Лодка Турманна пропала без вести (последнее сообщение 20 января), никто из экипажа в 47 человек не спасся.
Всего за время военных действий Турманн потопил 13 судов общим водоизмещением 64 612 брт и повредил 2 судна водоизмещением 15 273 брт.